# The Fable of the Statesman Who Didn't Make Good
The Fable of the Statesman Who Didn't Make Good è un cortometraggio muto del 1915 diretto da Richard Foster Baker.
Il soggetto è di George Ade, tratto da una delle sue storie.

## Produzione
Il film fu prodotto dalla Essanay Film Manufacturing Company.

## Distribuzione
Distribuito dalla General Film Company, il film - un cortometraggio di una bobina - uscì nelle sale cinematografiche USA il 6 ottobre 1915.